# Pseudorthophlebia brodiei
Pseudorthophlebia brodiei is een fossiele soort schietmot uit de familie Necrotauliidae.